# Aconteceu (álbum)
Aconteceu é o segundo álbum de estúdio da cantora de fado portuguesa Ana Moura.

Foi lançado em 2004 pela editora Universal.
É um CD duplo e contém 20 faixas, podendo-se destacar dois temas "Ao poeta perguntei" e "O que foi que aconteceu".
Refira-se a "inesperada" participação de João Pedro Pais neste álbum, assinando o tema "Fado de pessoa".
Do primeiro CD, que recebeu o nome de "À porta do Fado", foram escolhidos dois fados ("O Que Foi Que Aconteceu" e "Creio") para fazer parte do primeiro álbum ao vivo desta artista "Coliseu", editado em 2008.
No mesmo trabalho ao vivo encontram-se mais 3 músicas ("Os Meus Olhos São Dois Círios", "Ó meu amigo João" e "Venho falar dos meus medos") do lançadas no segundo CD, que se chama "Dentro de casa".

## Faixas
CD 1 – "À Porta do Fado"
1. "Por um Dia" (Jorge Fernando)
2. "Ao Poeta Perguntei" (Alberto Janes)
3. "O Que Foi Que Aconteceu " (Tózé Brito)
4. "Ouvi Dizer Que Me Esqueceste" (Jorge Fernando)
5. "Fado de Pessoa" (João Pedro Pais)
6. "Amor de uma Noite" (Jorge Fernando / Carlos Viana)
7. "Eu Quero" (Júlio Vieitas)
8. "Bailinho à Portuguesa" (Alberto Janes)
9. "Creio" (Natália Correia / Jorge Fernando)
10. "Através do Meu Coração" (Sophia de Mello Breyner / Arrigo Cappelletti)

CD 2 – "Dentro de Casa"
1. "Como o Tempo Corre" (Fernando Mata / Felipe Pinto (Fado Meia-noite)
2. "Hoje Tudo Me Entristece" (Jorge Fernando / Franklim Gomes Godinho (Fado Franklim de sextilhas)
3. "Passos na Rua" (Carlos Barrela / José António Guimarães Serôdio (Sabrosa) (Fado Pintadinho)
4. "Mouraria" (Maria Helena Bota Guerreiro / Popular (Fado Mouraria estilizado) (Arranjo de Jaime Tiago dos Santos)
5. "Fado Menor" (João Linhares Barbosa / Popular (Fado Menor)
6. "Dentro da Tempestade" (Tiago Bettencourt / José Marques do Amaral (Fado José Marques do Amaral)
7. "Cumplicidade" (Jorge Fernando / Miguel Ramos (Fado Alberto; Fado Margarida)
8. "Ó Meu Amigo João" (Jorge Fernando / Popular (Fado Corrido)
9. "Venho Falar dos Meus Medos" (António Laranjeira / Acácio Gomes dos Santos (Fado Acácio)
10. "Nada Que Devas Saber" (Miguel Guedes / Francisco Viana (Fado Vianinha)